# Барер, Бертран
Бертра́н Баре́р де Вьёза́к (фр. Bertrand Barère de Vieuzac; родился 10 сентября 1755 года, Тарб, Франция — умер 13 января 1841 года, там же, Франция) — французский политик и адвокат еврейского происхождения. Как участник Великой французской революции 1789—1792 годов являлся депутатом Учредительного собрания и национального Конвента, в последнем из которых он представлял интересы так называемого «болота».

## Биография

### Происхождение
Бертран родился 10 сентября 1755 года в Тарбе в еврейской семье,  в ныне являющимся административно-территориальным центром Верхних Пиренеев — одном из первых 83 департаментов, созданных в марте 1790 года. В XVI веке это была часть королевства Наварра, присоединённого к Франции благодаря Генриху IV. Его отцом был некий Жан Барер де Вьёзак (фр. Jean Barère de Vieuzac, 1728—1788), консул и эшевен, дослужившийся до прокурора сенешаля родного Тарба. Незадолго до 1755 года Жан Барер женился на некоей Каталин Маррас де Нэ (фр. Catalina Marrast de Neys, ок. 1737 — после 1758), происходившей из местной аристократии. В этом браке родилось пятеро детей: два сына — старший, Бертран, и младший, Жан-Пьер (1758—1837), и три дочери — Сесиль, Жанна-Мари и Франсуаза.

### Гражданско-политическая карьера
В 1789 году Бертран Барер был избран в Генеральные штаты. Благодаря своему такту и красноречию Барер вскоре был избран и в Конвент, где занял влиятельное положение. Во время судебного процесса над Людовиком XVI председательствовал в Конвенте. Под влиянием угрожающего положения парижского населения и якобинцев проголосовал за немедленную казнь короля Франции. Бареру также принадлежит обращение к французам об этом процессе.
Когда началась политическая борьба между монтаньярами и жирондистами Бертран Барер, избранный в первый Комитет общественного спасения, старался быть посредником между ними и сделался вождём центра в Конвенте. Стремясь только к господству, Барер, видя гибель жирондистов, примкнул к партии «горы» и был избран во второй Комитет общественного спасения, докладчиком которого Барер был в Конвенте. В Комитете общественного спасения занимался вопросами внешней политики и народного образования. Являясь членом Комитета, сотрудничал с Ж.-Ж. Дантоном, затем с М. Робеспьером; тем не менее, в дни Термидора (27—28 июля 1794 года) выступил против последнего. Несмотря на то, что Бертран способствовал падению Робеспьера, его всё же обвинили в сообщничестве с ним и 1 апреля 1795 года он был присуждён к изгнанию во Французскую Гвиану. Наказание не было приведено в исполнение и после 18 брюмера Барер попал под общую амнистию.
Неблагосклонно принятый Н. Бонапартом, Барер посвятил себя литературе. После второй «Реставрации» 24 июня 1815 года Бертран был изгнан как «убийца короля». Жил в Брюсселе, а после Июльской революции вернулся во Францию, где в 1831—1840 годах был префектом в родном департаменте Верхние Пиренеи. На момент своей смерти оставался последним живым членом Комитета общественного спасения.

## Сочинения
Его «Мемуары» в 4 томах были изданы Ипполитом Карно в Париже в 1842 году.